# Küplüce, Arıcak
Küplüce là một xã thuộc huyện Arıcak, tỉnh Elâzığ, Thổ Nhĩ Kỳ. Dân số thời điểm năm 2011 là 1.018 người.